# 로쿠히메
로쿠히메(일본어: 六姫 ろくひめ[*], 쇼호 2년 (1645년) - 엔포 7년 12월 25일 (1680년 1월 26일))는 오카야마번 번주 이케다 미츠마사의 6녀이자 서녀이다. 어머니는 측실로, 이케다가 가신 덴에몬의 3녀인 쿠니이다.

## 생애
로쿠히메는 쇼호 2년 (1645년)에 태어났다. 아버지 미츠마사가 정실 카츠코 (도쿠가와 히데타다의 양녀. 센히메의 딸)를 꺼려서인지, 이미 미츠마사와의 사이에서 1남 5녀를 둔 로쿠히메의 생모 쿠니는 측실로 취급조차 받지 못하고, 시녀로 남아있었다. 로쿠히메도 외조부모 덴에몬 부부 밑에서 자랐다. 그러나, 로쿠히메가 5살이 되던 봄, 이케다가 가로 헤키 이노에몬 타다아키가 맞이하러 왔고, 로쿠히메는 아버지가 사는 에도의 이케다 저택으로 끌려가듯 향했다.
만지 원년 12월 18일 (1659년 1월 10일), 로쿠히메는 이케다가의 시오키 가로(仕置家老) 이케다 데와 요시나리의 적남 이케다 요시사다와 결혼했다. 하지만, 로쿠히메는 비정상적인 질투심을 보여, 남편 요시사다를 괴롭게했다. 로쿠히메는 요시사다가 외출 할 때마다 "어디 가시나요? 언제 돌아오시나요?"라고 물었다. 그리고 그가 약속시간보다 늦게 돌아오면 반드시 방 안의 무언가가 부서져 있는 형국이었다고 한다. 게다가 시누이 쿠마히메가 시집간 오오이시가에서 친정으로 돌아와, 오빠 요시사다와 다정하게 이야기 하는 것을 발견하자마자 "슈케 도노(主計殿)는 제 남편입니다. 설령 여동생이라고 해도 친하게 이야기 하는 것은 맞지 않습니다"라고 틈틈히 끼어들었다. 쿠마히메는 울면서 방을 나와 부모님께 호소했다고 한다.
그 후로 요시사다는 로쿠히메를 위해 외출을 삼가고 가급적 그녀의 곁에서 지내게 되었다. 그러나 1년 뒤, 그의 초췌함은 사람의 입에도 오르내릴 정도였다고 한다. 그러다가 어느 중추 무렵, 요시사다는 옆의 이케다 이가의 저택에서 그의 딸 카요가 연주하는 코토 소리를 문득 들었다. 원래라면 그는 그녀와 결혼했어야 했는데, 타다아키가 로쿠히메와의 혼담을 밀어붙이는 바람에 파기가 되어버린 것이다. 그러나 로쿠히메는 그의 얼굴에 그리운 표정이 스쳐가는 것을 놓치지 않았다. 그리고 저 코토를 연주하고 있는 사람은 누구냐고 그에게 격렬하게 물었다. 그러나 요시사다는 시치미를 떼고 대답하지 않았다. 그날 밤, 그는 문득 가슴이 답답해서 잠에서 깼다. 그러자 거기에는 무서운 얼굴로 그의 가슴팍에 단도를 들이대고 있는 로쿠히메의 모습이 있었다. 그리고 그에게 어떻게든 코토 주인의 이름을 고백시키려고 했다. 마침내 요시사다도 코토를 연주하고 있던 것은 단지 여동생의 친구 카요라고 해명했다. 그러자, 일단 로쿠히메도 납득했다. 그러나 그로부터 며칠 뒤인 만지 3년 8월 14일 (1660년 9월 18일)에 그는 아내의 너무 많은 질투심을 이기지 못하고 도망쳐 버렸다. 그러나, 그는 데와의 영지 천성 (현재 오카야마현 쿠라시키시 텐조)에 은신해 있던 것이 발각되어 할복을 제의받았다. 그러나 남편의 죽음을 듣고도 로쿠히메는 당연한 것 아니냐며 눈물 한 방울도 보이지 않았다고 한다.
간분 2년 1월 1일 (1662년 2월 19일), 로쿠히메는 타키가와 카즈마스의 후손인 이케다가 반가시라 滝川縫殿의 적남 타키가와 기타이부 카즈무네와 결혼했다. 사냥감을 이케다 저택에 전하러 온 기타이부를 로쿠히메가 보았다고 한다. 부부 사이는 원만했고, 간분 6년 (1666년) 3월에는 적남 요타로가 태어났다. 하지만 이 아이는 2살로 요절하고 말았다. 이후 간분 10년 (1670년)에는 딸 요시히메가 태어났다. 요시히메는 무사히 3살의 봄을 맞이했다. 로쿠히메는 남편에게 감기에 걸리지 않도록 일찍 자라고 주의하려고 남편의 방을 찾았다. 로쿠히메는 기타이부와 노보시(登志)라는 여자가 함께 있는 것을 목격했다. 화가 난 로쿠히메는 토코노마의 칼걸이에 있던 작은 칼을 뽑아 남편을 살해하고 말았다. 노보시의 비명을 들은 하인들이 이 참극을 알게 되었다. 기타이부의 아버지 縫殿은 입막음을 위해 노보시를 은밀하게 처분하고, 타다아키에게는 "적남 기타이부, 난심 끝해 자살, 로쿠히메를 성으로 데려가 주십시오" 라고 적어 보냈다.

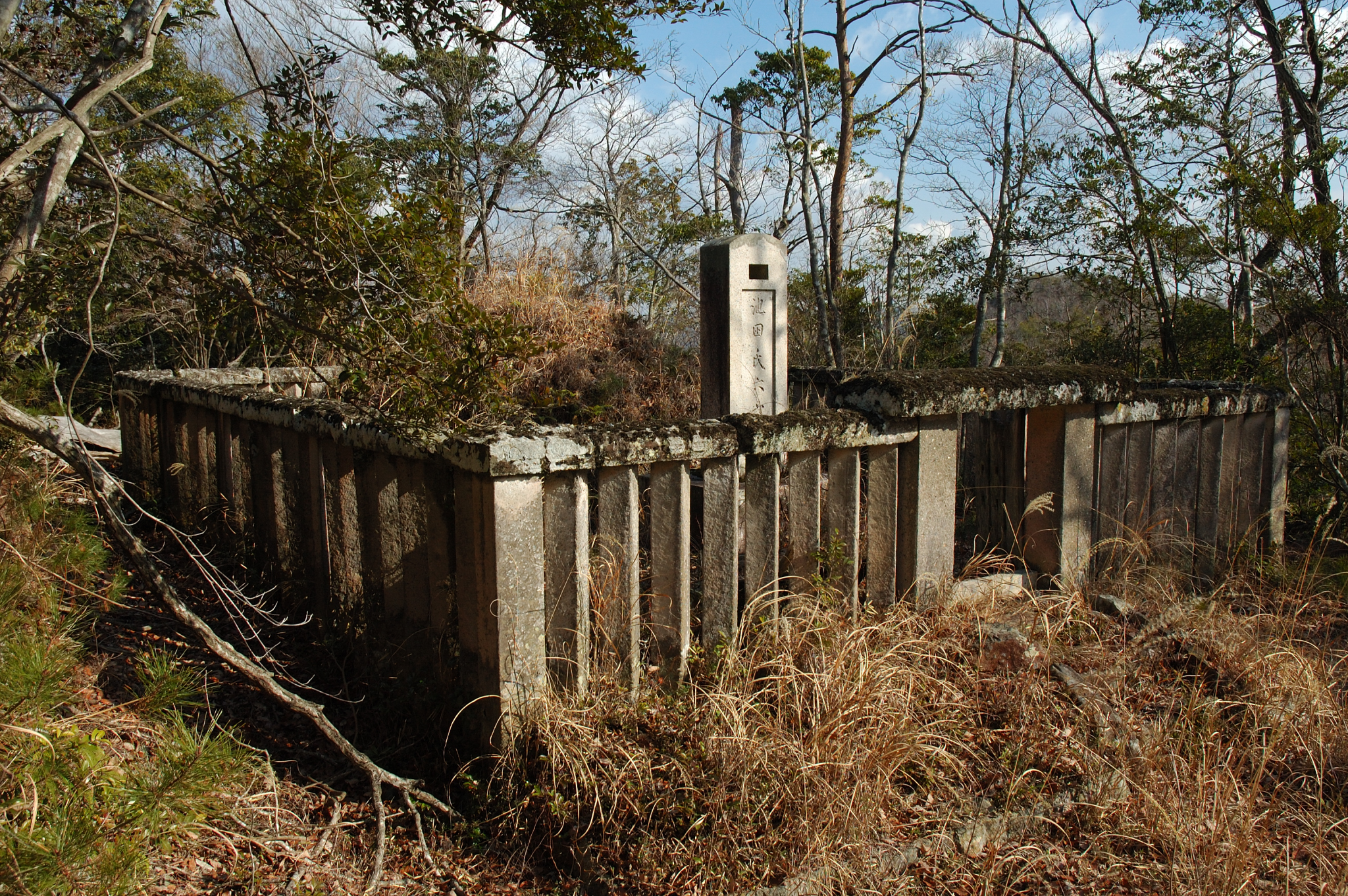
로쿠히메의 묘 (와이다니)

그러나 사람들은 모두 이것이 로쿠히메의 질투 때문이라는 것을 알고 있었다. 기타이부가 죽기 전날, 요곡 연습을 나간 뒤, 몇몇 동로들과 아사히카와 둑을 따라 걷고 있는 것을 여러 사람이 목격했기 때문이다. 로쿠히메는 "오니히메"라고 불리게 되었다. 그러나 로쿠히메는 자신의 질투 때문에 남편 기타이부를 죽인 것을 이슬만큼 나쁘다고 생각하지 않았다고 한다. 그러는 사이, 타키가와가에 두고 온 요시히메를 데리고 오고 싶다고 말하자, 미츠마사는 딸의 소원을 들어주었다. 엔포 3년 (1675년)에 오카야마성곽 안에 있는 니시노마루 바로 동쪽에 있는 이시야마에 로쿠히메와 요시히메가 살 저택을 지어주었다. 이 저택은 "이시야마 고텐", 로쿠히메는 "이시야마도노"라 불리게 되었다. 엔포 7년 (1679년)에 로쿠히메가 사망했다. 요시히메는 나중에 이 이시야마 고텐에서 이케다가 가신에게 시집갔다고 한다.
묘소는 와이다니 이케다가 묘소 시치노야마에 있다.